# Hinter die Ohren schreiben
Hinter die Ohren schreiben ist eine Redewendung.
Schreib dir das hinter die Ohren bedeutet, derjenige solle sich etwas gut merken.
Man kann es auch mit „Auf die Brust schreiben“ erklären.
Die Redewendung geht auf einen alten Rechtsbrauch zurück: Im Mittelalter hatte man bei wichtigen Regelungen wie beispielsweise der Festlegung von Grenzen die Kinder der Verhandlungspartner dazu geholt, damit sie notfalls noch in der nächsten Generation als lebende Zeugen aussagen konnten. Damit sie die Lage der Grenzpunkte auch nicht vergaßen, gab man ihnen an jedem Punkt ein paar Ohrfeigen. Man „schrieb“ ihnen also die Position der Grenzpunkte hinter die Ohren.
Dieser Brauch ist bereits bei den ripuarischen Franken belegt und soll noch im Bayern des 18. Jahrhunderts ausgeübt worden sein. Noch im 19. Jahrhundert nahm man in Schwaben bei der jährlichen Feldbegehung Knaben mit, denen man an wichtigen Grenzpunkten  Ohrfeigen verabreichte, damit sie sich möglichst lange an die Grenzen des Dorfes erinnern können.
Das Verabreichen von mnemotechnischen Ohrfeigen war im Mittelalter durchaus verbreitet. So wurden auch die angehenden Ritter im Rahmen der Zeremonie des  Ritterschlags geohrfeigt, damit sie sich an die Zeremonie und ihre dort abgelegten Gelübde gut erinnern können.
Die Aufforderung, man solle sich etwas hinter die Ohren schreiben, wird heute meistens im Zusammenhang mit einer Rüge oder Standpauke verwendet.